# Hugh May
Hugh May, född 1621, död 1684, var en engelsk arkitekt. Han var den sjunde sonen till John May av Rawmere i Mid Lavant, West Sussex med maken Elizabeth Hill. Han verkade i en era då palladianism börjat införas i England av Inigo Jones och i den engelska barocken under John Vanbrugh och Nicholas Hawksmoor. Mays verk influerades såväl av palladianism och holländsk arkitektur.  
May utsågs till Comptroller of the Works av kungen 1668 och var en av dem som ledde återuppbyggnaden av centrala London efter branden 1666. Vid Windsor Castle byggde han om den övre avdelningen, St George's Hall och det kungliga kapellet tillsammans med målaren  Antonio Verrio och snidaren Grinling Gibbons. Mays verk finns inte kvar efter att Sir Jeffry Wyatville byggde om slottet åt Georg IV i början av 1800-talet. 